# World DanceSport Federation
La World DanceSport Federation (WDSF), già International DanceSport Federation (IDSF), è l'organo di governo internazionale della danza sportiva, come riconosciuto dal Comitato Olimpico Internazionale (CIO).
Originariamente fondata nel 1957 come Consiglio internazionale dei Danzatori Amateur (ICAD), ha preso il nome IDSF nel 1990. Nel 2011 ha assunto la denominazione WDSF per sottolineare il carattere globale dell'organizzazione.
Alle competizioni possono partecipare solo coppie composte da un uomo e una donna, come specificato dalla regola D2.1.1

## Storia
- 1909 Primo Campionato sala da ballo non ufficiale a Parigi
- 1957 Fondazione dell'ICAD a Wiesbaden il 12 maggio
- 1960 Prima trasmissione televisiva di Dancesport
- 1990 Il nome cambia in International DanceSport Federation (IDSF)
- 1992 Ingresso tra i membri dell'Associazione Generale delle Federazioni Sportive Internazionali (GASIF) (ora Sportaccord)
- 1995 La World Rock & Roll Confederation (WRRC) si unisce alla IDSF come membro associato
- 1997 Riconoscimento del CIO
- 2001 Sottoscrizione del Codice Mondiale antidoping
- 2004 La International Dance Organization (IDO) si unisce alla IDSF come membro associato
- 2007 Presentazione del progetto VISION 2012 all'Assemblea Generale IDSF[1]
- 2008 La IDSF e il Comitato Paralimpico Internazionale siglano un accordo di collaborazione per promuovere congiuntamente Wheelchair DanceSport
- 2008 United Country and Western Dance Council (UCWDC) si unisce alla IDSF come membro associato
- 2008 Nel corso del General Meeting IDSF la Presidenza viene delegata a procedere con la ristrutturazione della federazione secondo il progetto VISION 2012[2]
- 2010 Nasce la divisione professionistica della IDSF
- 2011 Cambia denominazione in World DanceSport Federation (WDSF) il 19 giugno

## Membri
Alla WDSF aderiscono 90 associazioni nazionali, 66 delle quali sono riconosciute dal locale Comitato Olimpico Nazionale.

## Adesione ad altre organizzazioni
- SportAccord (ex GAISF)
- International World Games Association (IWGA)
- Association of IOC Recognised International Sports Federations (ARISF)
- International Masters Games Association (IMGA)

## Relazione con la World Dance Council
Il WDSF non è l'unica organizzazione internazionale nel campo del ballo competitivo. La World Dance Council (WDC) è un'altra importante organizzazione internazionale di danza. In passato, l'attenzione WDC era focalizzata sulla gestione di ballerini professionisti e concorsi. Tuttavia, il lancio della Lega Amatoriale WDC nel 2007 ha posto le due organizzazioni in conflitto diretto. Il lancio della Divisione Professionale della IDSF 2010 è diventato un ulteriore punto di conflitto.
Fino al 2012, il WDSF vietava ai suoi membri di partecipare a competizioni che non sono registrate con la WDSF o con una delle affiliate nazionali; ciò impediva ai ballerini di partecipare ad eventi della WDC. Con la cancellazione di questa regola, durante il meeting annuale del 2012, la WDSF ha deciso di supportare il "diritto a ballare" dei propri atleti.

## Pubblicazioni
The International News (Tanzsportmaga0), pubblicazione ufficiale WDSF dal 1998, è stata sostituita nel 2004 da DanceSport Today e nel 2009 dal magazine World DanceSport.

## Presidenti
| Nome             | Paese     | Presidenza                                                           |
| ---------------- | --------- | -------------------------------------------------------------------- |
| Otto Teipel      | Germania  | 05/12/1957-05/13/1962                                                |
| Heinrich Bronner | Germania  | 05/13/1962-06/23/1963                                                |
| Rolf Finke       | Germania  | 06/23/1963-06/27/1965                                                |
| Detlef Hegemann  | Germania  | 06/27/1965-1998                                                      |
| Rudolf Baumann   | Svizzera  | 1998-06/11/2006 in pensione in qualità di Presidente Onorario a Vita |
| Carlos Freitag   | Spagna    | 06/11/2006-01/23/2016                                                |
| Lukas Hinder     | Svizzera  | 01/24/2016-11/17/2018                                                |
| Shawn Tay        | Singapore | 11/18/2018-present                                                   |